# 南陽房氏
南陽房氏（ナミャンバンし、남양방씨）は、朝鮮の氏族の一つ。本貫は京畿道華城市である。2015年の調査では、27,454人である。
中国・唐の太宗時代の宰相である房玄齢の次男である房遺愛（房俊）が643年に高句麗の宝蔵王の要請で、高句麗に八学士の一人として派遣された。その房遺愛の子孫の房季弘が南陽房氏の始祖である。

## 行列字
| ○世孫  | 23       | 24       | 25       | 26       | 27       | 28       | 29                | 30       | 31                |
| ------ | -------- | -------- | -------- | -------- | -------- | -------- | ----------------- | -------- | ----------------- |
| 行列字 | 상（相） | 환（煥） | 규（圭） | 진（鎭） | 원（源） | 극（極） | 엽（燁） 혁（爀） | 기（基） | 석（錫） 탁（鐸） |

## 集姓村
- 全羅北道高敞郡上下面紫龍里
- 全羅北道南原市周生面嶺川里
- 全羅南道高興郡道陽面柯也里[2]